# دهستان رباط (خرم‌آباد)
دهستان رباط نام دهستانی در بخش مرکزی شهرستان خرم‌آباد، استان لرستان در ایران است. بر اساس سرشماری مرکز آمار ایران در سال ۱۳۹۰، جمعیت آن ۸٬۴۰۰ نفر (۲٬۱۸۴ خانوار) بوده است.

## ویژگی
این دهستان در شمال شهرستان خرم‌آباد بر سر راه شهرستان الشتر واقع است.
مرکز دهستان، روستای رباط نمکی و بزرگ‌ترین روستا، روستای پاپی خالدار علیا با جمعیت حدود ۱٬۴۶۶ نفر (۳۷۶خانوار) است.

## مردم
ساکنان این بخش به زبان لری خرم‌آبادی سخن می‌گویند.

## کشاورزی
در این منطقه جو، گندم، نخود، عدس، را به صورت دیم کشت می‌کنند و گندم، عدس، برنج، گوجه فرنگی، خیار، بادمجان، بامیه، شاهدانه، هندوانه، آفتاب‌گردان، یونجه و شبدر از مهم‌ترین کشت آبی این منطقه می‌باشد. کشت برنج در دو سراب رباط و رباط دولتشاه رواج یافته است که کیفیت بالایی دارند.